# Мани, Ричард
Ричард Мани (англ. Richard Money; род. 13 октября 1955, Лоустофт, Суффолк, Англия) — английский футболист и тренер.

## Биография
Начал свою профессиональную карьеру в клубе четвёртого английского дивизиона «Сканторп Юнайтед», позднее выступал в клубах «Фулхэм», «Ливерпуль», «Дерби Каунти», «Лутон Таун» и «Портсмут». 22 апреля 1981 года участвовал в матче полуфинала Кубка европейских чемпионов 1980/81 против «Баварии», также был в заявке на финальный матч с «Реалом», но на поле не вышел.
В 1985 году вернулся в «Сканторп Юнайтед», в 1987 году будучи действующим футболистом исполнял обязанности главного тренера до назначения Мика Бакстона. После завершения карьеры в 1989 году занимал пост тренера молодёжи в «Астон Вилле» по 1993 год, позже руководил командой в сезоне 1993/94.
В 1994 году становится помощником Фрэнка Кларка в только вернувшийся в высший дивизион «Ноттингем Форест», за время работы в клубе клуб добрался до третьего места в сезоне 1994/95 и добрался до восьми лучших команд в Кубке УЕФА 1995/96. В 1996 году вслед за Кларком переходит на аналогичную должность в «Манчестер Сити» в 1998 году покинул клуб.
В 1998 году был назначен директором академии «Ковентри Сити», в 2001 году переведен на должность тренера в первой команде. С 2003 года набирал опыта за границей, сначала в Швеции, как менеджер успешного клуба АИК принимая участие в Кубке УЕФА, а позднее Вестерос, который спас их от вылета.
В 2005 году стал первым тренером «Ньюкасл Юнайтед Джетс» в А-лиге в сезоне 2005/06 команда заняла четвёртое место в регулярном чемпионате, но команда вылетела в первом раунде плей-офф.
В мае 2006 года вернулся в Англию и подписал контракт на два года с клубом «Уолсолл». В сезоне 2006/07 клуб стал победителем лиги, а сам Ричард был признан менеджером ноября. В феврале 2008 года появились слухи о возможном назначении Ричарда главным тренером «Ковентри Сити», однако небесно-голубые остановили свой выбор на Крисе Коулмане. 22 апреля Мани покинул «Уолсолл» после того как клуб не достиг плей-офф.
В июне 2008 года становится директором академии «Ньюкасл Юнайтед». 30 октября 2009 года назначен главным тренером клуба Конференции «Лутон Таун» за который выступал в сезоне 1982/83. В марте 2010 года команда одержала семь побед в восьми играх забив двадцать семь голов, а Мани был признан лучшим тренером месяца. «Лутон Таун» завершил сезон на втором месте уступив «Йорк Сити» в полуфинале плей-офф. 28 марта 2011 года Мани был заменён на своего помощника Гари Барбина. Он оставил клуб на третьем месте и с лучшими процентом побед среди главных тренеров «Лутон Таун».
Позднее работал главным тренером «Кембридж Юнайтед», а также руководителем академий «Аталанты Юнайтед» и «Норвич Сити». Проработал 26 дней в «Солихалл Мурс».

## Тренерская статистика
| Команда          | Страна    | С               | До              | Статистика | Статистика | Статистика | Статистика | Статистика |
| Команда          | Страна    | С               | До              | И          | П          | Н          | Пр         | Поб %      |
| ---------------- | --------- | --------------- | --------------- | ---------- | ---------- | ---------- | ---------- | ---------- |
| Сканторп Юнайтед | Англия    | 6 января 1993   | 31 июля 1994    | 70         | 23         | 24         | 23         | 032,86     |
| АИК              | Швеция    | 1 января 2003   | 19 апреля 2004  | 37         | 16         | 13         | 8          | 043,24     |
| Вестерос         | Швеция    | 25 мая 2004     | 31 октября 2004 | 24         | 11         | 6          | 7          | 045,83     |
| Ньюкасл Джетс    | Австралия | 23 августа 2005 | 2 мая 2006      | 27         | 9          | 7          | 11         | 033,33     |
| Уоллсол          | Англия    | 3 мая 2006      | 22 апреля 2008  | 103        | 44         | 33         | 26         | 042,72     |
| Лутон Таун       | Англия    | 30 октября 2009 | 28 Марта 2011   | 84         | 46         | 21         | 17         | 054,76     |
| Кембридж Юнайтед | Англия    | 4 октября 2012  | 2 ноября 2015   | 170        | 67         | 45         | 58         | 039,41     |
| Солихалл Мурс    | Англия    | 5 октября 2017  | 31 октября 2017 | 6          | 2          | 1          | 3          | 033,33     |
| Хартлпул Юнайтед | Англия    | 11 декабря 2018 | 23 января 2019  | 8          | 2          | 2          | 4          | 025,00     |
| Итого            | Итого     | Итого           | Итого           | 492        | 204        | 139        | 149        | 041,46     |

## Достижения

### Игровые

#### Клубные
- Победитель Кубка европейских чемпионов: 1 (1980/81)

### Тренерские

#### Клубные
- Победитель Вторая лига Англии: 1 (2006/07)
- Победитель Трофей ФА: 1 (2013/14)
- Победитель плей-офф Конференции: 1 (2013/14)

#### Индивидуальные
- Лучший тренер сезона Конференции: 1 (2013/14)